# Chelonus cycloporus
Chelonus cycloporus är en stekelart som beskrevs av Franz 1930. Chelonus cycloporus ingår i släktet Chelonus och familjen bracksteklar. Inga underarter finns listade i Catalogue of Life.